# Денисовка (Ростовская область)
Денисовка — хутор в Матвеево-Курганском районе Ростовской области.
Входит в состав Ряженского сельского поселения.

## География

### Улицы
- ул. Лесная,
- ул. Новая,
- ул. Центральная.

## Население
| 2010 |
| ---- |
| 214  |